# Pro Xristou
Pro Xristou è il quattordicesimo album in studio del gruppo musicale Rotting Christ, pubblicato nel 2024 dall'etichetta discografica Season of Mist. 

## Tracce
1. Pro Xristou (Προ Χριστού) – 1:29
2. The Apostate – 5:01
3. Like Father, Like Son – 4:35
4. The Sixth Day – 3:56
5. La letra del Diavolo – 4:01
6. The Farewell – 6:15
7. Pix Lax Dax – 4:33
8. Pretty World, Pretty Dies – 4:51
9. ᛦᚵᛑᚱᛆᛋᛁᛚ – 5:04
10. Saoirse – 6:17

## Formazione
- Sakis Tolis - voce, chitarra, basso, testi
- Themis Tolis - batteria